# 松原英多
松原 英多（まつばら えいた、1931年6月25日 - 2022年9月6日）は、医学博士・日本東洋医学界専門医、良導絡学会専門医。

## 略歴
東京都生まれ。代々医者の家系に生まれる。東邦大学医学部卒業後、アメリカ・カナダに4年間遊学。。帰国後、母校において大脳生理学を研究する傍ら、東洋医学・臨床心理学・催眠療法を学ぶ。
日本テレビ系『午後は○○おもいッきりテレビ』のホームドクターとしてレギュラー出演し、数々の企画を監修した。
東京・恵比寿で開業医として活動する一方で、執筆活動も最晩年まで行っていたが、2022年に入り体調を崩して都内の病院に入院し、同年9月6日に死去した。経営していたクリニックは当人の死去により閉院している。